# Bułgaria na Zimowych Igrzyskach Olimpijskich 2014
Bułgaria na Zimowych Igrzyskach Olimpijskich 2014 – kadra sportowców reprezentujących Bułgarię na igrzyskach w 2014 roku w Soczi. Kadra liczyła 18 sportowców.

## Skład reprezentacji

### Narciarstwo alpejskie

#### Kobiety
| Zawodnik       | Konkurencja      | Czas 1. przejazdu | Czas 2. przejazdu          | Czas łączny                | Pozycje                    |
| -------------- | ---------------- | ----------------- | -------------------------- | -------------------------- | -------------------------- |
| Marija Kirkowa | Slalom gigant    | 1:24,11           | 1:23,48                    | 2:47,59                    | 36.                        |
| Marija Kirkowa | Slalom specjalny | 1:02,33           | Nie ukończyła 2. przejazdu | Nie ukończyła 2. przejazdu | Nie ukończyła 2. przejazdu |

#### Mężczyźni
| Zawodnik         | Konkurencja      | Czas 1. przejazdu         | Czas 2. przejazdu         | Czas łączny               | Pozycje                   |
| ---------------- | ---------------- | ------------------------- | ------------------------- | ------------------------- | ------------------------- |
| Nikoła Czongarow | zjazd            |                           |                           | 2:12,57                   | 38.                       |
| Georgi Georgiew  | zjazd            |                           |                           | 2:12,49                   | 36.                       |
| Nikoła Czongarow | supergigant      |                           |                           | 1:22,59                   | 39.                       |
| Georgi Georgiew  | supergigant      |                           |                           | 1:22,72                   | 41.                       |
| Stefan Prisydow  | Slalom gigant    | Nie ukończył 1. przejazdu | Nie ukończył 1. przejazdu | Nie ukończył 1. przejazdu | Nie ukończył 1. przejazdu |
| Nikoła Czongarow | Slalom specjalny | 51,12                     | Nie ukończył 2. przejazdu | Nie ukończył 2. przejazdu | Nie ukończył 2. przejazdu |
| Stefan Prisadow  | Slalom specjalny | Nie ukończył 1. przejazdu | Nie ukończył 1. przejazdu | Nie ukończył 1. przejazdu | Nie ukończył 1. przejazdu |
| Georgi Georgiew  | Slalom specjalny | Nie ukończył 1. przejazdu | Nie ukończył 1. przejazdu | Nie ukończył 1. przejazdu | Nie ukończył 1. przejazdu |
| Nikoła Czongarow | superkombinacja  | 1:58,68                   | 53,73                     | 2:52,41                   | 24.                       |
| Georgi Georgiew  | superkombinacja  | 1:57,69                   | Nie ukończył slalomu      | Nie ukończył slalomu      | Nie ukończył slalomu      |

### Biathlon

#### Kobiety
- Desisława Stojanowa

| Konkurencja       | Zawodniczka         | Czas    | Miejsce |
| ----------------- | ------------------- | ------- | ------- |
| Sprint            | Desisława Stojanowa | 23:48.1 | 61.     |
| Bieg pościgowy    | Desisława Stojanowa | -       | -       |
| Bieg indywidualny | Desisława Stojanowa | 54:41.1 | 72.     |
| Bieg masowy       | Desisława Stojanowa | -       | -       |
| Sztafeta          | Desisława Stojanowa | -       | -       |

#### Mężczyźni
- Krasimir Anew
- Władimir Iliew
- Mirosław Kenanow
- Michaił Kleczerow
- Iwan Złatew

| Konkurencja       | Zawodnik          | Czas      | Strzelanie | Miejsce |
| ----------------- | ----------------- | --------- | ---------- | ------- |
| Sprint            | Krasimir Anew     | 26:28.0   | 3+0        | 49.     |
| Sprint            | Władimir Iliew    | 26:55.9   | 2+2        | 60.     |
| Sprint            | Mirosław Kenanow  | -         | -          | -       |
| Sprint            | Michaił Kleczerow | 27:13.6   | 1+1        | 70.     |
| Sprint            | Iwan Złatew       | 27:48.5   | 1+1        | 76.     |
| Bieg pościgowy    | Krasimir Anew     | 38:47.6   | 0+1+3+1    | 48.     |
| Bieg pościgowy    | Władimir Iliew    | 39:44.6   | 3+1+2+1    | 55.     |
| Bieg pościgowy    | Mirosław Kenanow  | -         | -          | -       |
| Bieg pościgowy    | Michaił Kleczerow | -         | -          | -       |
| Bieg pościgowy    | Iwan Złatew       | -         | -          | -       |
| Bieg indywidualny | Krasimir Anew     | 53:30.3   | 0+0+2+0    | 36.     |
| Bieg indywidualny | Władimir Iliew    | 53:52.6   | 2+0+0+1    | 39.     |
| Bieg indywidualny | Mirosław Kenanow  | 58:01.1   | 0+0+1+0    | 75.     |
| Bieg indywidualny | Michaił Kleczerow | 56:41.8   | 0+0+1+1    | 68.     |
| Bieg indywidualny | Iwan Złatew       | -         | -          | -       |
| Bieg masowy       | Krasimir Anew     | -         | -          | -       |
| Bieg masowy       | Władimir Iliew    | -         | -          | -       |
| Bieg masowy       | Mirosław Kenanow  | -         | -          | -       |
| Bieg masowy       | Michaił Kleczerow | -         | -          | -       |
| Bieg masowy       | Iwan Złatew       | -         | -          | -       |
| Sztafeta          | Krasimir Anew     | 1:17:38.4 | 2+8        | 15.     |
| Sztafeta          | Władimir Iliew    | 1:17:38.4 | 2+8        | 15.     |
| Sztafeta          | Michaił Kleczerow | 1:17:38.4 | 2+8        | 15.     |
| Sztafeta          | Iwan Złatew       | 1:17:38.4 | 2+8        | 15.     |

### Biegi narciarskie

#### Kobiety
| Zawodnik                   | Konkurencja  | Czas                | Pozycje             |
| -------------------------- | ------------ | ------------------- | ------------------- |
| Antonija Grigorowa-Burgowa | Bieg łączony | 44:27,9             | 56.                 |
| Antonija Grigorowa-Burgowa | Bieg masowy  | 1:23:05,6           | 50.                 |
| Teodora Małczewa           | Bieg masowy  | Nie ukończyła biegu | Nie ukończyła biegu |
| Teodora Małczewa           | sprint       | 2:49,66             | 54.                 |
| Antonija Grigorowa-Burgowa | sprint       | 2:54,31             | 60.                 |

#### Mężczyźni
| Zawodnik                      | Konkurencja       | Czas               | Pozycje            |
| ----------------------------- | ----------------- | ------------------ | ------------------ |
| Andriej Gridin                | sprint            | 3:50,57            | 64.                |
| Andriej Gridin Weselin Cinzow | sprint drużynowy  | 25:11,06           | 19.                |
| Weselin Cinzow                | Bieg indywidualny | 42:06,3            | 41.                |
| Weselin Cinzow                | Bieg łączony      | 11:14:12,0         | 53.                |
| Andrej Gridin                 | Bieg łączony      | 1:15:44,7          | 57.                |
| Andrej Gridin                 | Bieg na 50 km     | 1:51:41,7          | 41.                |
| Weselin Cinzow                | Bieg na 50 km     | Nie ukończył biegu | Nie ukończył biegu |

### Saneczkarstwo
| Zawodnik         | Konkurencja      | Ślizg 1 | Ślizg 2 | Ślizg 3 | Ślizg 4 | Łącznie  | Pozycja |
| ---------------- | ---------------- | ------- | ------- | ------- | ------- | -------- | ------- |
| Stanisław Benjow | Jedynki mężczyzn | 55,040  | 55,006  | 54,558  | 54,476  | 3:39,080 | 38.     |

### Skoki narciarskie
| Skoczek            | Konkurencja              | Kwalifikacje | Kwalifikacje | Skok 1                              | Skok 1                              | Skok 2                              | Skok 2                              | Nota                                | Pozycja |
| Skoczek            | Konkurencja              | odległość    | Nota         | odległość                           | Nota                                | odległość                           | Nota                                | Nota                                | Pozycja |
| ------------------ | ------------------------ | ------------ | ------------ | ----------------------------------- | ----------------------------------- | ----------------------------------- | ----------------------------------- | ----------------------------------- | ------- |
| Władimir Zografski | Skocznia normalna HS-106 | 89,0         | 97,8         | Nie zakwalifikowała się do konkursu | Nie zakwalifikowała się do konkursu | Nie zakwalifikowała się do konkursu | Nie zakwalifikowała się do konkursu | Nie zakwalifikowała się do konkursu | 43.     |
| Władimir Zografski | Skocznia duża K-140      | 112,0        | 87,9         | 110,0                               | 89,3                                | Nie awansował do 2. serii           | Nie awansował do 2. serii           | Nie awansował do 2. serii           | 47.     |

### Snowboard
Kobiety
| Zawodniczka       | Konkurencja | Kwalifikacje | Kwalifikacje | Ćwierćfinał | Ćwierćfinał | Półfinał | Półfinał | Finał | Finał   |
| Zawodniczka       | Konkurencja | Czas         | Miejsce      | Czas        | Miejsce     | Czas     | Miejsce  | Czas  | Miejsce |
| ----------------- | ----------- | ------------ | ------------ | ----------- | ----------- | -------- | -------- | ----- | ------- |
| Aleksandra Żekowa | Cross       | 1:24,29      | 11.          | -           | 2.          | -        | 3.       | -     | 5.      |

Mężczyźni
| Radosław Jankow | Slalom równoległy        | 1:00,24 | 21. | Nie awansował | Nie awansował | Nie awansował | Nie awansował | 21. |
| Radosław Jankow | Slalom gigant równoległy | 1:42,08 | 25. | Nie awansował | Nie awansował | Nie awansował | Nie awansował | 25. |